# Scheve hoornbloem
Scheve hoornbloem (Cerastium diffusum) is een plantensoort uit de anjerfamilie (Caryophyllaceae). In Nederland is de verspreiding beperkt tot de kuststrook.

## Determinatie
Scheve hoornbloem is een eenjarige, kruidachtige plant die een hoogte bereikt van 3–15 cm. De soort bloeit van maart tot juni. De witte bloemen zijn deels vier- en deels vijftallig. De kroonbladen zijn iets korter dan de kelkbladen. De tegenover elkaar staande takken van de bloeiwijze zijn ongelijk van lengte. De vruchtstelen zijn rechtopstaand. De stengel is kleverig, vaak met zand bedekt en paars aangelopen. De bladen zijn lancetvormig tot spatelvormig.

## Ecologie
Scheve hoornbloem staat op open, zonnige, min of meer zure en stikstofarme, meestal droge, vaak stuivende, voedselarme en vaak kalkrijke zandgrond of op stenige plaatsen; ook op brakke grond. Ze groeit in en nabij de zeereep tussen helm, vooral bij zeedorpen, op duinhellingen en lage duintjes op strandvlakten, op zandplaten, zeedijken en op open grasland.

## Verspreiding
In Noordwest-Europa wordt scheve hoornbloem vooral langs de kust aangetroffen.
Ook in Nederland komt scheve hoornbloem vooral langs de kust voor. Soms wordt ze in het binnenland aangetroffen, als adventief op recreatiestrandjes en spoorwegemplacementen. De soort is vrij zeldzaam in het kustgebied en zeldzaam in Zeeland.
Volgens de Nederlandse Rode Lijst is scheve hoornbloem 'zeldzaam'. In België is de status op de Rode Lijst 'zeldzaam (zeer zeldzaam)'.
In de Nederlandse Oecologische Flora is deze soort opgenomen onder de naam "kleine hoornbloem".
Scheve hoornbloem komt (als geïntroduceerde soort) ook in Noord-Amerika voor.